# Potluck

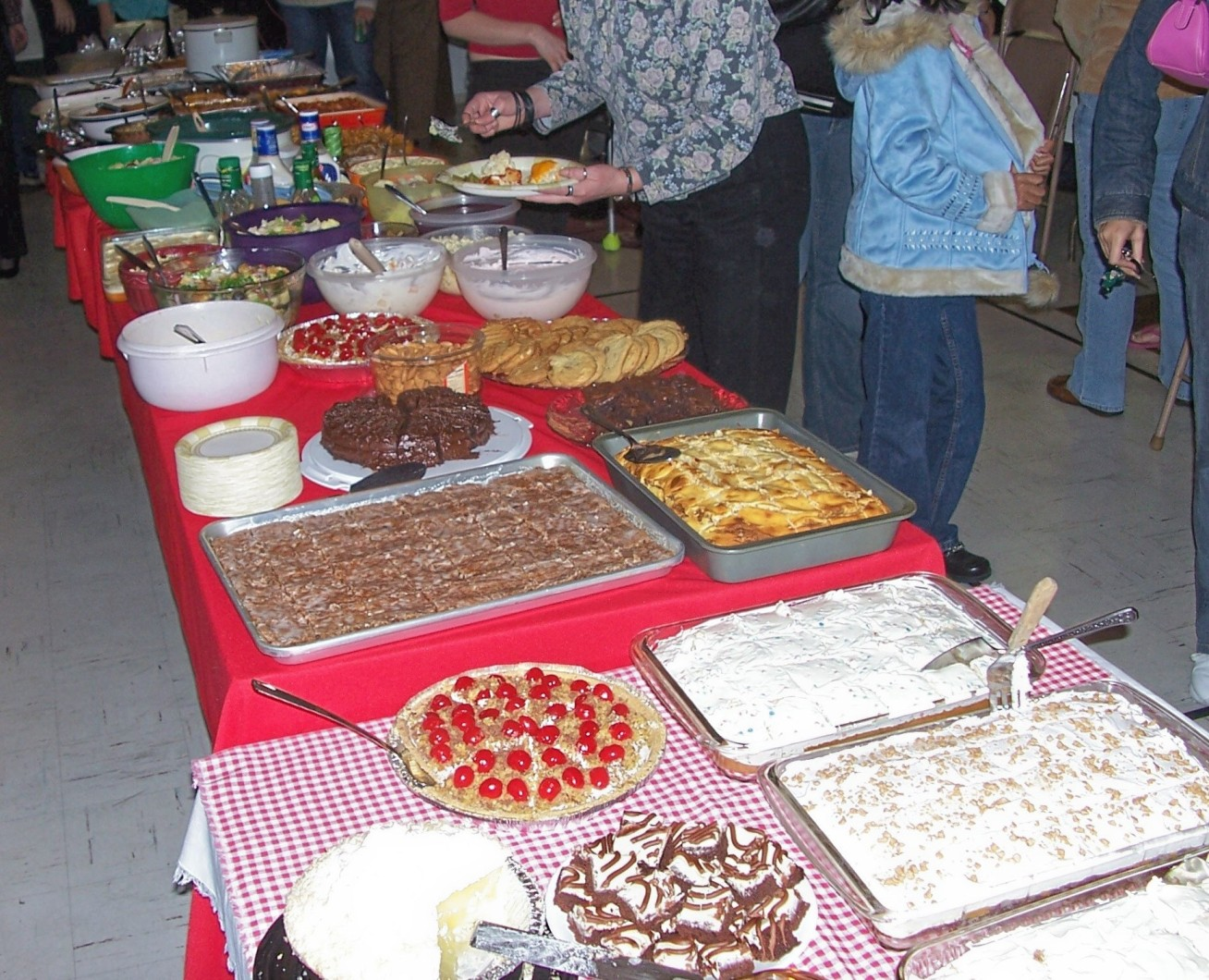
Een tafel met eten tijdens een potluck

Een potluck is een gezamenlijke maaltijd waarbij elke deelnemer of groep deelnemers eten meebrengt (vaak zelf bereid) en dat deelt met alle andere aanwezige gasten. Het idee is dat men met minimale kosten toch een zeer gevarieerde maaltijd heeft. De bedoeling is dat men net iets meer meebrengt dan voor het aantal deelnemers waarmee men zelf komt.  Potlucks zijn vooral in de Verenigde Staten populair geworden via bijeenkomsten van kerkgroepen en andere verenigingen, maar zijn intussen een wijdverspreid fenomeen.

## Etymologie
De term 'pot-luck' duikt in de 16e eeuw op in Engeland, in het werk van Thomas Nashe. Het had toen de letterlijke betekenis "geluk van de pot" omdat het stond voor "eten voor een onverwachte of onuitgenodigde gast". De huidige betekenis lijkt te zijn ontstaan in de late 19e eeuw of begin 20e eeuw.
Een andere zienswijze is dat potluck een verhaspeling is van het woord 'potlatch': een gezamenlijke maaltijd van inheemse Noord-Amerikanen. Dit was een traditie bij de Tlingit en andere volken in het noordwesten van de Verenigde Staten en Canada. 